# Henri Guinier

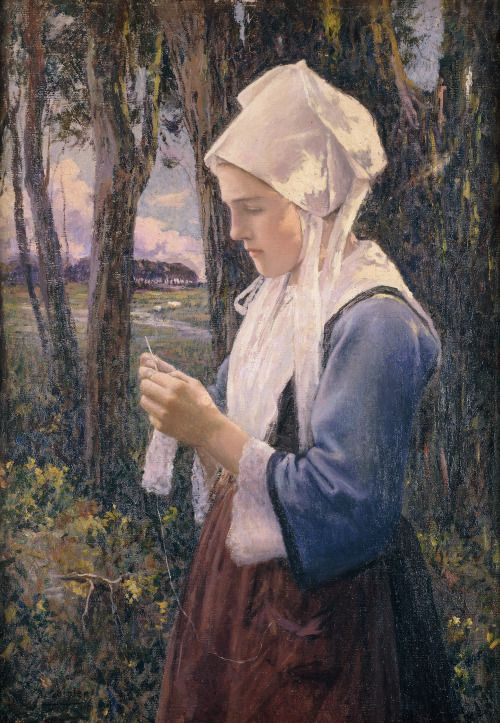
Bei der Arbeit

Henri Jules Guinier (* 20. November 1867 in Paris; † 11. Oktober 1927 in Neuilly-sur-Seine) war ein französischer Genre-, Porträt- und Landschaftsmaler.

## Leben
Guinier besuchte auf Drängen seines Vaters ab 1883 die École des Arts et Metiers (Schule für Kunst und Handwerk) von Châlons in der Champagne und wurde 1889 Ingenieur. Er entschloss sich aber zur Malerei und studierte an der Académie Julian und an der École des beaux-arts de Paris bei Jean-Joseph Benjamin-Constant und Jules-Joseph Lefebvre.
1896 gewann er den zweiten Prix de Rome und 1898 eine Goldmedaille im Salon der Société des Artistes Français. In diesem Jahr erhielt er ein Reisestipendium, mit dem er eine Studienreise durch Holland, die Schweiz und Italien unternahm. Er erhielt eine Silbermedaille auf der Weltausstellung Paris 1900.
1904 heiratete er Hélène Glasson, die ihm einen Sohn Michel Guinier und eine Tochter Annette gebar. 1907 wurde er mit dem Jean-Jacques Henner-Preis ausgezeichnet.
In Paris traf Henri Guinier den Maler Fernand Legout-Gérard, der ihm die Gemeinde Concarneau empfahl. Dort kaufte er eine Villa am Strand in Beuzec-Kong namens Kerdorlett, die zu seiner Sommerresidenz wurde. Er verbrachte den Winter in seinem Haus in Neuilly-sur-Seine. Er wurde Vorsitzender der Künstlervereines der Freunde von Concarneau und befreundete sich mit Malern wie Alfred Guillou, Thomas Alexander Harrison, François-Alfred Delobbe, Fernand Legout-Gérard und Édouard Henry-Baudot.
Henri Guinier erhielt auch offizielle Aufträge: 1909 beteiligte er sich mit anderen Malern an der Dekoration des Rathauses von Neuilly-sur-Seine.
Er meldete sich 1914 zum Kriegsdienst. 1917 malte er im Auftrag des Kriegsministeriums Kriegsszenen in Verdun.